# Orfeo Pizzoferrato
Orfeo Pizzoferrato (nascido em 19 de janeiro de 1951) é um ex-ciclista italiano. Terminou em quinto lugar na prova de perseguição individual (4.000m) nos Jogos Olímpicos de Montreal 1976.